# Барберини, Рафаэль
Рафаэль Барберини, или Рафаэлло Барберини (итал. Raffaello Barberini; 1532 или 1539, Флоренция — 28 марта 1582) — итальянский аристократ, посетивший в 1564 году по торговым делам Россию и описавший своё путешествие.

## Биография
Представитель боковой ветви знатного римского рода Барберини. Родился в 1532 году во Флоренции, куда предки его отца Карло Рустикуччи перебрались из Колле-ди-Валь-д’Эльса. Имел трёх старших братьев Франческо, Антонио и Таддео, а также сестру Джиневру. 
В возрасте 16 лет отправлен был в обучение в Анкону к своему дяде Никколо, преуспевающему торговцу. Занятие коммерцией его, однако, не привлекало, а разгульная жизнь привела к тому, что в 1552 году, после очередного скандала, он изгнан был из компании и отправился на войну в Сиену. Поражение последней в сражении при Марчиано (1554), приведшее к капитуляции республики, вынудило его вернуться в Анкону к дяде, который в 1555 году направил его в антверпенский филиал своего торгового дома, вместе с Сильвестри Пополески, незадолго до этого вступившим в брак с его сестрой. Совершив несколько не слишком удачных торговых поездок в Лондон и Нюрнберг, он основал в 1559 году в Антверпене вместе с флорентийцем Кристофаро Брандолини собственную торговую компанию. 
Однако и после этого, невзирая на поездки на Восток и в Грецию, его дела шли не слишком хорошо, и в 1563 году со своим торговым партнёром он рассорился. Здесь ему подвернулось новое дело: отправиться по поручению дома Берти в далёкую Московию, чтобы добиться там торговых привилегий и внедрить новую систему добычи соли, патент на которую к тому времени уже окупился в Англии, Дании и других странах. Вдохновлённый примером опередивших его англичан, заручившись рекомендательными письмами Елизаветы Тюдор и Филиппа II Испанского и получив аванс в размере 2000 скудо от генуэзского дома Спинола, он в июне-июле 1564 года отправился в Москву из Антверпена — через Амстердам, Вестфалию, Любек, Мекленбург, Померанию, Данциг, Кенигсберг, Ригу, Ревель, Нарву, Новгород, Торжок и Тверь. 
Хотя Иван Грозный милостиво принял Барберини и даже пригласил его к себе на службу, зафрахтованное итальянцем судно потерпело кораблекрушение, в результате чего коммерческие итоги его вояжа в Москву оказались ничтожными. Вместе с тем, Барберини пробыл в Москве вплоть до декабря 1564 года, сделав ряд ценных наблюдений и, в частности, став свидетелем отъезда царя в Александрову слободу для учреждения опричнины, а также лично посетив типографию первопечатника Ивана Фёдорова, от которого принял заказ на партию типографской краски.
16 октября 1565 года по настоятельной просьбе кардинала Амеле (библиотекаря папы Пия IV) Барберини направил своему другу из Вероны графу Франческо Ногарола (итал. Francesco Nogarola) обстоятельное донесение, в котором описал всё, что видел и слышал в России.    
Потерпев очередную неудачу в торговых делах, он вернулся к военной карьере, вступив в 1567 году во Фландрскую армию герцога Альбы, но ничем на ратном попроще себя не проявил. В 1569 году по поручению маркиза Кьяппино Вителли, действовавшего от имени Мадрида, он направлен был с секретной миссией в Лондон, где сумел установить отношения с английскими католиками. Невзирая на то, что составленный вскоре против королевы заговор флорентийца Ридольфи был в 1571 году раскрыт, он заручился покровительством Вителли и заслужил похвалу от Святого Престола.
В начале 1570 года он вернулся сначала в Антверпен, где женился на Кристине Будевинс, а затем отправился с супругой во Флоренцию. В 1572 году великий герцог Тосканский Козимо Медичи сделал его рыцарем Ордена Святого Стефана.
Однако отношения его с родными братьями, средний из которых Антонио в 1571 году умер, старший Франческо служил к тому времени папским протонотарием, а младший Таддео — торговым резидентом в Анконе, испортились окончательно из-за его претензий на опёку над наследством племянников. Вместе с тем, его коммерческие предприятия, вместе с успехами братьев, заложили основу будущего процветания рода, выдвинувшего немало известных деятелей, включая его племянника — римского папу Урбана VIII (в миру Маффео Барберини).
Запись о его смерти в книгах Ордена Св. Стефана датирована 28 марта 1582 года.

## Сочинение
Рукопись его сочинения хранится в Риме в Барберинской библиотеке, под следующим заглавием: «Relazione di Moscovia Scritta da Raffaello Barberino al conte di Nugarola, D’Anversa alli 16 d’Ottobre 1565». Её точная копия находилась в числе рукописей музея Румянцева и ныне хранится в Отделе рукописей Российской Государственной библиотеки (Ф. 256, № 679). 
В основу «Реляции» Барберини положено было отправленное им ранее письмо родному отцу, дополненное новыми историко-этнографическими и географическими материалами. Поэтому текст его открывается словами «Onorando Padre!» Барберини интересовался главным образом состоянием русской торговли, поэтому его записи особенно ценны сведениями о торговых ценах того времени на предметы вывоза и ввоза (экспорта и импорта), на количество вывозимых предметов и т. д. Вместе с тем, у него встречаются наблюдения и о дипломатическом этикете и царском дворе, о повседневной жизни и быте московитов, о народных обычаях и религиозных праздниках.
Анализ текста «Реляции» Барберини выдаёт его знакомство с записками С. Герберштейна и Э. Дженкинсона, из которых он, вероятно, заимствовал сведения о легендарной Золотой Бабе и путешествиях на Русский Север англичан. Использование устных рассказов пребывавших в Москве иноземцев доказывается встречающимися у него ошибками, вроде сообщения о заимствовании русскими книгопечатания из Константинополя.
В XVI и в XVII веках «Реляция» Барберини выдержала несколько изданий на итальянском, латинском и др. языках, из числа которых заслуживает внимания подготовленное в 1658 году родным внуком Барберини Никколо. На русском языке она увидела свет лишь в 1827 году в отрывках, опубликованных в журнале «Вестник Европы». Полное издание её появилось в 1842 году в журнале «Сын отечества» в переводе В. И. Любич-Романовича.